# Современост
„Современост“ (на македонска литературна норма: „Современост“) е най-старото северномакедонско списание за литература, култура и изкуство. Създадено е през 1951 година като пряк наследник на първото македонско списание за изкуство, наука и обществени въпроси „Нов ден“.

## История
Списанието е основано в 1951 година и е пряк приемник на „Нов ден.“ Редактори на „Нов ден“ са Димитър Митрев, Владо Малески, Блаже Конески, Славко Яневски и Коле Чашуле. „Современост“ е списание на реалистите в македонската литература, докато основният му конкурент „Разгледи“ е на модернистите. В уводната статия на първия брой на списанието пише, че „Редакцията на това ново независимо списание „Современост“, ще се стреми в своята редакторска политика да го провежда принципа на максимална възможна толерантност, смятайки я за особено нужна в сегашните наши условия, когато това е единственото наше литературно списание“.

## Главни редактори
| Име                                       | Години      |
| ----------------------------------------- | ----------- |
| Киро Хадживасилев                         | 1951        |
| Владо Малески                             | 1951 – 1952 |
| Славко Яневски, Димитър Митрев, Ацо Шопов | 1952 – 1953 |
| Димитър Митрев                            | 1954 – 1957 |
| Александър Ежов                           | 1958        |
| Димитър Митрев                            | 1958 – 1968 |
| Георги Сталев Поповски                    | 1969 – 1982 |
| Александър Алексиев                       | 1983 – 2002 |
| Васил Тоциновски                          | 2003 – 2012 |
| Славчо Ковилоски                          | 2013 – 2017 |
| Стефан Марковски                          | 2018        |

Северномакедонски писатели и актьори са част от редакционните екипи на „Современост“: Коле Чашуле, Васил Ильоски, Гого Ивановски, Гане Тодоровски, Цветко Мартиновски, Ташко Георгиевски, Мето Йовановски, Йован Бошковски, Миодраг Друговац, Томе Момировски, Ристо Аврамовски, Душко Наневски , Георги Старделов, Симон Дракул, Петър Ширилов, Благоя Анастасовски, Томе Саздов, Методи Манев, Виолета Мартиновска, Ранко Младеноски и други.
„Современост” оказва голямо влияние в популяризирането и утвърждаването на северномакедонската литература в страната и чужбина. На страниците на списанието дебютират голям брой македонски автори, които по-късно стават носители на македонската проза, поезия и драма (Стале Попов с разказите „Мице Касапче” и „Петре Андов” и други), но и автори от които списанието получи признание (Ацо Шопов, Димитър Митрев, Блаже Конески и др.).
В списание „Современост“ за първи път се появяват значими статии за северномакедонската литература. Така стихотворенията „Ангелът на Света София“, „Гугучка“, „Успяване на боло дете“, „Игра е детето“ и други известни произведения на Блаже Конески са публикувани първоначално в различните броеве на „Современост“ от 1953 година, след това стихотворенията  „Вятърът носи хубаво време“, „Черно слънце“, първи припев от ІІІ действие на пиесата „Хамлет“ от Ацо Шопов и други произведения.